# Klapperstarr
Klapperstarr (Carex glareosa) är en flerårig gräslik växt inom släktet starrar och familjen halvgräs. Klapperstarr växer småtuvad och är lik ripstarr. Dess strån är veka, upptill något sträva och snart liggande. Dess basala slidor blir mörkbruna och dess grågröna blad blir från 1 till 1,5 mm breda, rännformade och kortare än stråna. axsamlingen blir från en till två cm och består av två till fyra ax, det övre störst och har hanblommor nertill. De bruna axfjällen är hinnkantade och har en ljus mittnerv. De ljust bruna fruktgömmena blir från 2 till 3,5 mm, har tydliga nerver, kort nerv och slits på ryggsidan. Klapperstarr blir från 10 till 40 cm hög och blommar i maj.

## Utbredning
Klapperstarr är ganska vanlig i Norden och trivs på fuktig sand- eller grusmark, såsom havsstränder, strandängar och på Island i fjälltrakter. Dess utbredning i Norden sträcker sig till Bottenvikens kuststränder, Norges norra och mellersta kust, Islands norra och östra kust samt vissa områden på Svalbard.
- Referens: Den nya nordiska floran ISBN 91-46-17584-9